# Мевис, Карл
Карл Ме́вис (нем. Karl Mewis; 22 ноября 1907, Ганн. Мюнден — 16 июня 1987, Восточный Берлин) — немецкий политик, участник движения Сопротивления, участник Гражданской войны в Испании, член ЦК СЕПГ, председатель Государственной плановой комиссии ГДР.

## Биография
Мевис выучился на слесаря и в 1922 году вступил в Союз социалистической рабочей молодёжи, с 1923 года состоял в Коммунистическом союзе молодёжи Германии. В 1924 году вступил в КПГ. В 1925—1928 годах руководил комсомолом в Гессен-Вальдеке, в 1929—1932 годах занимал должность секретаря по организационной работе в окружном отделении КПГ в Магдебург-Анхальте.
В 1932—1934 годах Мевис обучался в Международной ленинской школе в Москве, затем до 1936 года находился на нелегальной работе в Германии. В 1935 году принимал участие в работе Брюссельской конференции КПГ и был избран кандидатом, а в 1939 году — членом ЦК КПГ. В 1936 году через Данию эмигрировал во Францию и в 1937—1938 годах командовал интернациональными бригадами в Испании, сменив на этом посту Франца Далема. В апреле 1937 года был назначен на руководящую должность в Коминтерне и работал в Барселоне. В 1938—1940 годах руководил партийной работой в Праге, затем вместе с Гербертом Венером и Рихардом Штальманом возглавлял руководство КПГ в Стокгольме. В 1943 году был интернирован в лагерь в Смедсбо. Являлся членом Свободных немецких профсоюзов и правления Свободного немецкого культурного союза в Швеции, издавал политическую литературу.
В конце 1945 года Мевис вернулся в Германию, в советскую зону оккупации, и до 1949 года являлся депутатом городского собрания и членом секретариата СЕПГ в Берлине. В 1950—1953 годах являлся депутатом Народной палаты ГДР, в 1950—1952 являлся кандидатом, в 1952—1981 годах — членом ЦК, а в 1958—1963 годах — кандидатом в члены Политбюро ЦК СЕПГ.
На должности первого секретаря СЕПГ по земле Мекленбург и впоследствии округу Росток Мевис в 1950—1961 годах проводил коллективизацию сельского хозяйства. Считался инициатором строительства Ростокского порта.
В 1960—1963 годах Мевис входил в состав Государственного совета ГДР, в 1961—1963 годах занимал должность председателя Государственной плановой комиссии и входил в состав президиума Совета министров ГДР.
В 1963 году Карл Мевис был смещён со всех должностей в связи с делом Ширдевана и Волльвебера. До 1968 года являлся послом ГДР в ПНР, а с 1969 года занимал должность научного сотрудника Института марксизма-ленинизма при ЦК СЕПГ.
Урна с прахом Карла Мевиса покоится в Мемориале социалистов на Центральном кладбище Фридрихсфельде в берлинском Лихтенберге.

## Труды
- Im Auftrag der Partei. Erlebnisse im Kampf gegen die faschistische Diktatur. Dietz, Berlin 1972.